# Laurent Terzieff
Laurent Didier Alex Terzieff (Toulouse, 27 juni 1935 – Parijs, 2 juli 2010) was een Frans acteur.

## Leven en werk
Terzieff was de zoon van een ceramiste uit Toulouse en een Russische beeldhouwer. Zijn werkelijke naam was Laurent Tchemerzine.
Hij debuteerde in 1953 als acteur in het Théâtre de Babylone van Jean-Marie Serreau in Tous contre tous van Arthur Adamov. Marcel Carné bood hem een rol aan in zijn zedenkomedie Les Tricheurs (1958), een verhaal over de Parijse existentialistische jeugd van de jaren vijftig. Terzieff was daarna te zien in diverse belangwekkende films, waaronder het drama La notte brava (Mauro Bolognini, 1959, gebaseerd op het boek Ragazzi di vita van Pier Paolo Pasolini), het concentratiekampoorlogsdrama Kapò (Gillo Pontecorvo, 1960), het historisch drama Vanina Vanini (Roberto Rossellini, 1960) en het oorlogsdrama Tu ne tueras point (Claude Autant-Lara, 1961).
Terzieff bleef in de jaren zestig dramatische rollen vertolken. Zo speelde hij rollen in het drama À cœur joie (Serge Bourguignon, 1967) waarin hij de affiche deelde met Brigitte Bardot, in La Prisonnière (1968), een drama van Henri-Georges Clouzot, in de tragedie Medea (Pasolini's interpretatie van het werk van Euripides) en in de groteske komedie La Voie lactée ('De Melkweg', 1969) van Luis Buñuel.
In de jaren zeventig verscheen hij minder dikwijls op het witte doek. Hij leverde in die jaren vermeldenswaardige vertolkingen af in Il pleut sur Santiago (Helvio Soto, 1975), een thriller die zich afspeelde tegen de achtergrond van de Staatsgreep in Chili (1973) en in het bevreemdende oorlogsdrama Il deserto dei Tartari (Valerio Zurlini, 1976), 
In de jaren 1980 was hij vooral actief in het theater. Hij bleef echter ook in films spelen, zoals in de tragikomedie Rouge Baiser (Véra Belmont, 1985), in Hiver 54, l'abbé Pierre (Denis Amar, 1989), een biopic over l'Abbé Pierre, in het mijnwerkersdrama Germinal (Claude Berri, 1993) en in het historisch drama Le radeau de la Méduse (Iradj Azimi, 1998).
Terzieff overleed in 2010 op 75-jarige leeftijd in Parijs aan de gevolgen van longcomplicaties.
- Bibsys: 1092747
- Biblioteca Nacional de España: XX1655530
- Bibliothèque nationale de France: cb119262488 (data)
- Gemeinsame Normdatei: 124264344
- International Standard Name Identifier: 0000 0001 2098 7760
- Library of Congress Control Number: n78061483
- MusicBrainz: e09ab9d3-d326-44c3-baa8-d333aea9d60b
- Nationale Bibliotheek van Israël: 987007344675205171
- Nederlandse Thesaurus van Auteursnamen: 072226838
- SNAC: w61k0ch8
- Système universitaire de documentation: 027157881
- Virtual International Authority File: 4937083
- WorldCat: E39PBJxrXQpbRfkRp3Jy6Qxbh3